# Noel de Oliveira
Noel de Oliveira (Resende, 26 de junho de 1929 — Resende, 15 de setembro de 2017), foi um político e comerciante brasileiro. Era filho de Hermílio de Oliveira e Silva (comerciante e engajado na política) e Maria Fontanezzi de Oliveira (dona de casa). Era neto de Egydio Fontanezzi (proprietário da Aguardente Fontanezzi) e Marina Graciani Fontanezzi. Noel foi casado com Rute de Jesus de Oliveira, com que teve quatro filhas e criou três sobrinhos por parte de sua esposa. Começou sua militância ainda no Colégio Dom Bosco, defendendo alunos e professores.
Foi prefeito de Resende, no sul do estado do Rio de Janeiro, entre 1983 e 1988, duas vezes vereador (1955-1962), deputado estadual (1977-1979) e deputado federal (1995-1999). Eleito vice-prefeito do município de Resende em 2008, foi reeleito em 2012. Em ambos os mandatos, foi vice de José Rechuan Júnior.
Candidatou-se ao cargo de vereador para as eleições municipais de 2016, mas em setembro do mesmo ano, renunciou à candidatura para apoiar familiares que estavam concorrendo.  No mesmo período, desfiliou-se do PDT após 15 anos, alegando estar desconfortável na sigla. Em 6 de setembro de 2016, assinou sua filiação com o PMDB.
1. ↑  «Morre ex-prefeito de Resende, Noel de Oliveira | Diário do Vale». diariodovale.com.br. Consultado em 15 de setembro de 2017
2. ↑  «Noel de Oliveira renuncia candidatura a vereador». A Voz da Cidade. 12 de setembro de 2016. Consultado em 24 de setembro de 2016. Arquivado do original em 27 de setembro de 2016